# Patrick Phungwayo
Patrick Phungwayo (Alexandra, 6 gennaio 1988) è un ex calciatore sudafricano, di ruolo difensore.

## Carriera

### Nazionale
Ha esordito in Nazionale nel 2014.